# Cividate al Piano
Cividate al Piano é uma comuna italiana da região da Lombardia, província de Bérgamo, com cerca de 4.882 habitantes. Estende-se por uma área de 9 km², tendo uma densidade populacional de 542 hab/km². Faz fronteira com Calcio, Cortenuova, Martinengo, Palosco, Pontoglio (BS), Urago d'Oglio (BS).

## Demografia
| Variação demográfica do município entre 1861 e 2011                               |
|                                                                                   |
| Fonte: Istituto Nazionale di Statistica (ISTAT) - Elaboração gráfica da Wikipedia |